# 99 Beautiful
99 Beautiful (deutsch 99 Schöne) ist ein deutscher Kurzfilm von Tessa Knapp aus dem Jahr 2010. In Deutschland feierte der Film am 8. Mai 2011 bei den Internationalen Kurzfilmtagen in Oberhausen Premiere.

## Handlung
Der Film beschäftigt sich mit türkischen Vornamen und ihren Bedeutungen. Inspiriert von den 99 Namen Allahs bittet Knapp Laien vor die Kamera, um von ihren Namen zu erzählen. Nur einen weniger als 100 Namen soll Allah gehabt haben. Knapp bat während eines Aufenthalts in Istanbul darum, dass ihre Bekannten über ihre Namen sprechen. In 17 Minuten stellt sie verschiedene Namen vor und was ihre Träger mit ihnen verbinden. Der Bezug zur Realität bleibt durch die Bedeutung dabei immer gewahrt. Der Film stellt einen Bezug zwischen dem Vorbestimmten (den Namen) und dem Gewollten (ihrer Interpretation) dar.

## Kritiken
„Die Namen reichen weiter zurück als die Nationen. Die Filmemacherin schafft einen strengen formalen Rahmen, in dem die Namen türkischer Menschen mehr über ihr Leben erzählen als ihr unmittelbar soziales Umfeld. Die Arbeit findet eine höchst plausible Form an der Schnittstelle zwischen Kurzfilm und Installation.“

## Auszeichnungen
Stuttgarter Filmwinter 2011
- Expanded Media Preis für Medien im Raum – Lobende Erwähnung

Internationale Kurzfilmtage Oberhausen 2011
- ZONTA-Preis